# Чайхана (село)
Чайхана (каз. Шәйхана) — село в Сарыагашском районе Туркестанской области Казахстана. Входит в состав Жылгинского сельского округа. Код КАТО — 515463700.

## Население
В 1999 году население села составляло 362 человека (187 мужчин и 175 женщин). По данным переписи 2009 года, в селе проживало 298 человек (157 мужчин и 141 женщина).